# ФК Плевен 76
ФК Плевен-76 е български футболен клуб от град Плевен.

## История
ФК Плевен-76 участва в „Б“ ОФГ Плевен-център от сезон 2016/17.